# Mr. Nice
Mr. Nice è un film del 2010 scritto e diretto da Bernard Rose, sulla vita del trafficante internazionale di hashish Howard Marks, interpretato da Rhys Ifans, basato sull'omonima autobiografia di Marks.

## Trama
Adattamento cinematografico dell'omonima autobiografia di Howard Marks, il più celebre spacciatore di droga nella storia inglese.
Alla metà degli anni ottanta, Marks aveva 43 alias, 89 linee telefoniche e 25 società, tutte utilizzate per riciclare il denaro guadagnato con la droga. Marks iniziò a spacciare durante gli anni di dottorato in filosofia a Oxford, finendo presto col muovere grandi quantità di hashish in Europa e negli Stati Uniti utilizzando come veicolo le casse delle attrezzature delle rock band in tour. Ebbe contatti con la CIA, l'MI6, l'IRA e la Mafia. Catturato dalla DEA e condannato a 25 anni di reclusione, fu liberato sulla parola nel 1995 dopo 7 anni di carcere.

## Distribuzione
Presentato in anteprima il 14 marzo 2010 al South by Southwest Film Festival, è stato distribuito nelle sale cinematografiche britanniche l'8 ottobre 2010 e in quelle statunitensi il 3 giugno 2011.
In Italia è stato presentato al Torino Film Festival, ed è stato distribuito direttamente in home video dalla 20th Century Fox il 5 gennaio 2012.